# Reddi
Reddi — датско-шведская поп-рок группа, состоящая из четырёх участниц. Победители Dansk Melodi Grand Prix 2022, представляли Данию на песенном конкурсе Евровидение-2022 с песней «The Show».

## История
Группа была основана в 2022 году барабанщицей Иган Гайдар вместе с Chief1 (Ларс Педерсен), который является одним из знаковых датских поп-музыкантов.
Выбор представителя Дании на Евровидение-2022 проходил на фестивале Dansk Melodi Grand Prix. 10 февраля 2022 года стал известен окончательный список участников, среди которых была группа Reddi с песней «The Show». Dansk Melodi Grand Prix 2022 состоялся 5 марта 2022 года. В первом раунде приняли 8 исполнителей, из которых трое дошли до финала, среди которых была группа Reddi. В суперфинале национального отбора Reddi выступила под вторым номером и одержала победу с 37 % отданных телезрителями голосов. После этого группа получила право представлять свою страну на Евровидении 2022 в Турине.
Иган Гайдар уже представляла Данию на Евровидении, когда была бэк-вокалисткой для Солуны Самай на конкурсе 2012 года.

## Участники
- Матильде Сигги Сейвери — вокал, гитара
- Агнес Рослунд — гитара
- Ида Бергквист — бас-гитара
- Иган Гайдар — барабаны